# Motobdella sedonensis
Motobdella sedonensis är en ringmaskart som beskrevs av Govedich, Blinn, Keim och Davies 1998. Motobdella sedonensis ingår i släktet Motobdella och familjen hundiglar. Inga underarter finns listade i Catalogue of Life.